# Univention Corporate Server

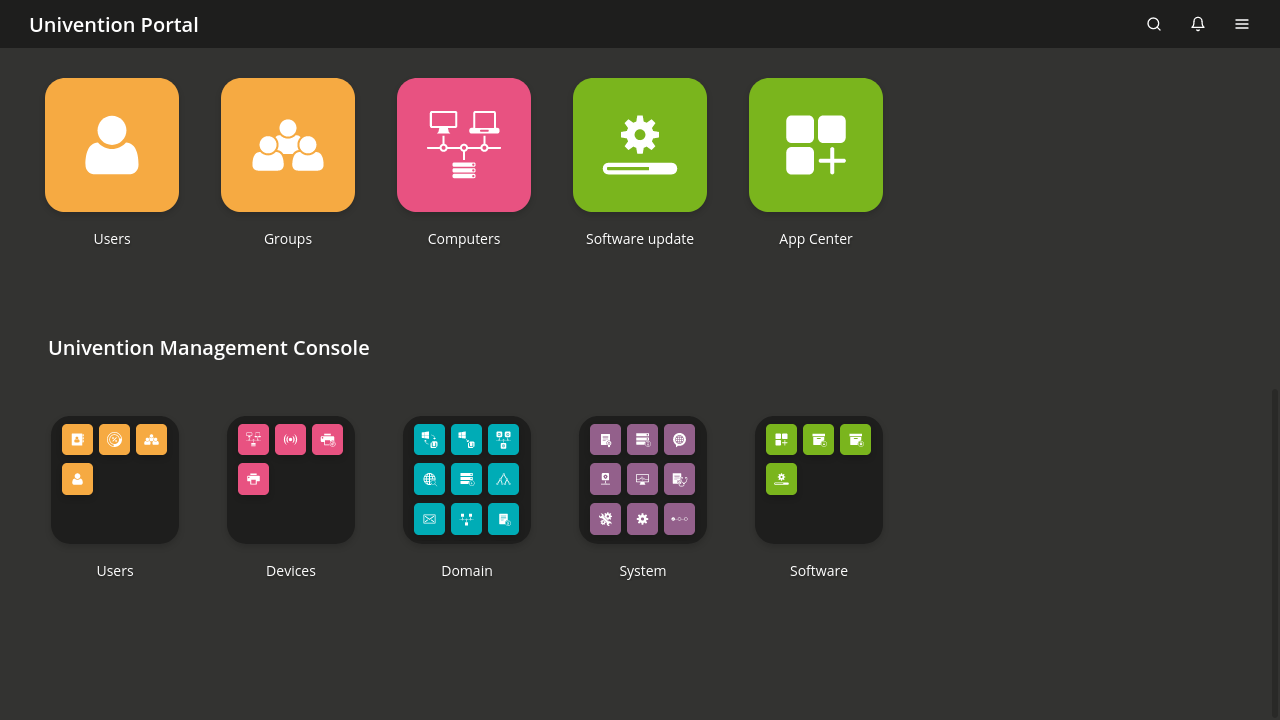
Captura de tela do Univention Management Console, a interface de gerenciamento baseada na Web do sistema operacional de servidor Open Source Univention Corporate Server.

Univention Corporate Server (UCS) é um sistema operacional de servidor derivado do Debian GNU/Linux com um sistema de gerenciamento integrado para a administração central e multi-plataforma de servidores, serviços, clientes, desktops e usuários, bem como computadores virtualizados operados no UCS. Desde a versão 3.0, Univention também suporta as funções utilizadas em muitas empresas pelo Microsoft Active directory, para a administração dos computadores que funcionam com o Microsoft Windows via a integração do software de código aberto Samba 4. Desde o UCS 3.1, componentes para UCS desenvolvidos por terceiros, que são certificados para UCS, pode ser instalado e integrado através da Univention App Center.
O UCS também pode ser operado em ambientes de nuvem baseados em OpenStack, Microsoft Azure e Amazon EC2.
Univention é um membro da Open Source Business Alliance e apóia a criação de software de código aberto.
Por meio da integração do software de código aberto Samba 4, o Univention também suporta as funções fornecidas em muitas empresas pela Microsoft Active Directory para a administração de computadores operados com o Microsoft Windows.

## História
O impulso para o desenvolvimento da UCS se deu em 2002. Foi a falta de um sistema operacional Linux padronizado para servidor que oferecesse às empresas e organizações uma alternativa ao conceito de domínio da Microsoft com o serviço de diretório proprietário Active Directory. Soluções Linux comparáveis (por exemplo, SUSE e Red Hat) não oferecem, um sistemas integrados de gerenciamento de computador.
UCS é predominantemente empregada no mundo de língua alemã por empresas e organizações públicas de uma ampla gama de setores e campos, entre outros, pela autoridade do governo regional do estado federal alemão.
Em 2005, foi iniciada a comercialização do Univention UCS também em outros países de língua alemã. Hoje, UCS é usado em muitos países da Europa e também fora da Europa, por exemplo, na Austrália, Brasil, Nigéria e EUA, onde Univention estabeleceu uma subsidiária em 2013.